# Шварцман, Лев Леонидович
Лев Леони́дович (Аронович) Шва́рцман (25 июля 1907, местечко Шпола Киевской губернии — 13 мая 1955, Москва) — заместитель начальника Следственной части по особо важным делам МГБ СССР, полковник госбезопасности, один из активных участников сталинских репрессий.

## Биография
Родился в 1907 году в Шполе (тогда — Киевская губерния). Еврей. В 1923 году окончил 7 классов 25-й трудовой школы в Киеве. Будучи учащимся, подрабатывал учеником переплетчика в кустарной мастерской Закревского, чернорабочим на огородах Мейера в Киеве. В 1923—1925 годах учился на курсах по подготовке в ВУЗ и одновременно работал пионервожатым в Киеве. В январе 1925 года работал разносчиком газет издательства «Молодой пролетарий», а затем репортёром в газете «Киевский пролетарий». В том же 1925 году вступил в комсомол.
Вел следствие по делам Александра Косарева, Исаака Бабеля, Михаила Кольцова, Кирилла Мерецкова, Всеволода Мейерхольда, Александра Фортушенко.
В октябре 1951 года был арестован ряд сотрудников госбезопасности еврейского происхождения (генералы Наум Эйтингон и Леонид Райхман, полковник Л. Л. Шварцман и другие). Все они были обвинены в организации большого «националистического еврейского заговора», руководимого министром госбезопасности Виктором Абакумовым, который был арестован 12 июля 1951 года.
Обвинялся в преступлениях, предусмотренных ст. сг. 58-1 «б», 58-7, 58-8, 59-10 ч. 2 и 58-11 УК РСФСР. 26 февраля 1956 г. Военная коллегия Верховного суда СССР приговорила его к расстрелу.
В предсмертном письме написал:

Прошу, однако, если приговор не будет отменён, расстрелять меня выстрелами из огнестрельного оружия пятью разрывными пулями, иначе от одной пули я не умру, от двух или трёх — тоже, тем более обычных, а останусь жить и мучиться, а я совсем больной физически, и мук и боли уже не переношу.

## Награды
- Орден Красной Звезды (26.04.1940);
- Знак «Заслуженный работник НКВД» (04.02.1942);
- Орден «Знак Почёта» (20.09.1943);
- Орден Отечественной войны I степени (24.08.1949);
- 6 медалей.